# Productaansprakelijkheid
Productaansprakelijkheid is een begrip uit het aansprakelijkheidsrecht. Het gaat over de aansprakelijkheid die een producent oploopt indien er schade wordt veroorzaakt door een gebrek in zijn product.

## Europese Unie
Binnen de Europese Unie kwam de richtlijn 85/374/EEG van de Raad van 25 juli 1985 tot stand betreffende de onderlinge aanpassing van de wettelijke en bestuursrechtelijke bepalingen der Lid-Staten inzake de aansprakelijkheid voor producten met gebreken.
Indien een schade zich voordoet ten gevolge van een gebrek in een product, móét men zich beroepen op de productaansprakelijkheid en kan men zich niet beroepen op andere aansprakelijkheidsregimes. Dit lijkt evenwel in te gaan tegen artikel 13 van de Richtlijn 85/374/EEG, maar het Hof heeft verduidelijkt dat indien men vordert op grond van een foutloze aansprakelijkheid, men steeds moet vorderen op basis van productaansprakelijkheid. Vorderen op basis van foutaansprakelijkheid is nog steeds toegestaan (bijvoorbeeld onrechtmatige daad of verborgen gebreken).
Het Hof van Justitie heeft geoordeeld dat voor zowel immateriële als materiële schade een billijke en volledige vergoeding moet worden toegekend. Het nationaal recht mag de te vergoeden categorieën niet beperken.
In diezelfde zaak stelde het Hof de volgende doelstellingen van de Richtlijn voorop:
1. onvervalste mededinging tussen de marktdeelnemers waarborgen;
2. het vrij verkeer van goederen vergemakkelijkenen; en
3. verschillen in het niveau van de consumentenbescherming vermijden.

## Nederland
In Nederland is de regeling m.b.t. productaansprakelijkheid opgenomen in het Burgerlijk Wetboek in de artikelen 6:185-6:193.

## België
In België is de producent aansprakelijk voor de schade die veroorzaakt werd door een gebrek in zijn product. Zodat een persoon de producent aansprakelijk zou kunnen stellen, dient voldaan te worden aan drie cumulatieve voorwaarden:
1. de persoon moet schade lijden;
2. deze schade moet het gevolg zijn van een gebrek in het product;
3. zonder het gebrek zou de schade niet veroorzaakt zijn.

De productaansprakelijkheid van de producent wordt geregeld door de zgn. Wet productaansprakelijkheid van 25 februari 1991.

### Producent
De producent kan de fabrikant van het eindproduct zijn, of de fabrikant van een onderdeel ervan of van de grondstof, of eenieder die zich als fabrikant of producent aandient door zijn naam, merk of ander herkenningsteken aan te brengen op het product.
Soms kan de leverancier gelijkgesteld worden met de producent, indien die het product invoert op Europees grondgebied en de identiteit van de eigenlijke producent niet kan worden vastgesteld. De leverancier kan ontsnappen aan deze aansprakelijkheid indien hij binnen een redelijke termijn de identiteit van de producent meedeelt aan het slachtoffer.
Indien meerdere personen aansprakelijk zijn voor dezelfde schade, zijn elk van hen hoofdelijk aansprakelijk tot het betalen van de gehele schadevergoeding. Daarna heeft de betaler wel een regresvordering op de anderen, rekening houdende met hun aandeel in de schade.

### Gebrek
Een product is gebrekkig wanneer het product niet de veiligheid biedt die men er normaal gezien van had kunnen verwachten. Daarbij worden alle omstandigheden meegerekend, zijnde:
- de presentatie van het product;
- het normaal of redelijkerwijze voorzienbaar gebruik van het product;
- het tijdstip waarop het product in het verkeer is gebracht.

Een product is niet gebrekkig, indien nadien een beter product in het verkeer wordt gebracht.
Het is dus niet vereist dat de producent een fout begaat. Men spreekt zo van foutloze aansprakelijkheid, objectieve aansprakelijkheid of risicoaansprakelijkheid. Of de producent schuldig was of niet, speelt geen rol.

### In het verkeer brengen
Men verstaat onder in het verkeer brengen de eerste daad waaruit de bedoeling van de producent blijkt om aan het product de bestemming te verlenen die hij aan dat product geeft door overdracht aan derden of door gebruik ten behoeve van deze derden.
De producent is enkel aansprakelijk voor schade veroorzaakt door een gebrek in het product indien het gebrek aanwezig was op het moment dat de producent het product in het verkeer bracht.

### Bewijs
Het slachtoffer van de schade moet het volgende bewijzen:
- een gebrek in het product;
- zijn schade;
- een oorzakelijk verband tussen het gebrek in het product en de schade.

Er is sprake van een oorzakelijk verband indien de schade niet veroorzaakt zou zijn zonder het gebrek in het product.

#### Onderscheid met onrechtmatige daad
Productaansprakelijkheid verschilt van de onrechtmatige daad, aangezien er bij productaansprakelijkheid geen fout, maar het louter in het verkeer brengen van een gebrekkig product is vereist. Het betreft dus een vorm van objectieve of foutloze aansprakelijkheid. De bewijslast is dus veel minder zwaar voor het slachtoffer bij productaansprakelijkheid dan bij de onrechtmatige daad omdat hij kan steunen op een onweerlegbaar vermoeden van aansprakelijkheid.

### Verjaring
De absolute verjaringstermijn voor een rechtsvordering die gestoeld is op productaansprakelijkheid bedraagt 10 jaar. De relatieve verjaringstermijn bedraagt 3 jaar.

### Vrijwaringsverbod
De producent kan zijn productaansprakelijkheid niet uitsluiten of beperken door in de overeenkomst een clausule op te nemen die daartoe strekt. De producent kan zich evenwel beroepen op de eigen fout op het slachtoffer om zijn aansprakelijkheid uit te sluiten. Indien een derde een fout begaat, heeft de producent een regresrecht op hem.

### Praktische invloed
Over het algemeen kent de productaansprakelijkheid, in tegenstelling tot landen zoals de Verenigde Staten, geen enorm succes in België, mede door de vangnetfunctie van de sociale welvaartsstaat. Productaansprakelijkheid lijkt wel succesvol te zijn in de VS, denk zo maar aan de bekende zaak Liebeck v. McDonald's Restaurants.

## Verenigde Staten
De Verenigde staten waren de bakermat van de moderne productaansprakelijkheid en hadden de meeste rechtszaken in de jaren negentig van de vorige eeuw. Zoals Gearing Howells in 1993 verklaarde: "Geen enkel ander land kan de Verenigde Staten evenaren wat betreft het aantal en de diversiteit van zijn productaansprakelijkheid zaken, noch wat de bekendheid van het onderwerp in de ogen van het grote publiek en de rechtsbeoefenaars betreft." In de Verenigde Staten wordt de meerderheid van de wetten in verband met productaansprakelijkheid bepaald op het niveau van staat tot staat. Voor elk type van productaansprakelijkheid is bewijs van verschillende elementen vereist om een geldige claim te kunnen indienen.

### Soorten aansprakelijkheid in de VS
Productaansprakelijkheid in de verenigde staten bestaat uit drie belangrijke claims:
- Fabricagefouten: Fouten die zich voordoen in het fabricageproces en die meestal betrekking hebben op het gebruik van slechte materialen of het resultaat zijn van slecht vakmanschap.
- Ontwerpfouten: Fouten die voorkomen wanneer het productontwerp inherent gevaarlijk of nutteloos is (en dus gebreken vertoont), ongeacht hoe zorgvuldig het vervaardigd is; dit kan worden bewezen door aan te tonen dat het product niet voldoet aan de verwachtingen van de gewone consument ten aanzien van wat een veilig product is, of door aan te tonen dat de risico's van een product zwaarder doorwegen op de voordelen.[17]
- Niet waarschuwen (ook wel marketingfouten genoemd): Fouten die voorkomen bij producten die inherente en niet voor de hand liggende gevaren met zich meebrengen. Deze kunnen worden beperkt door adequate waarschuwingen aan de gebruiker mee te geven. Deze gevaren kunnen, ongeacht hoe goed het productontwerp is, niet voorkomen worden. Marketingfouten houdt ook in dat er een tekort is aan relevante productbeschrijvingen en productwaarschuwingen.[18]

In de meeste staten zijn dit echter geen juridische claims op zich, maar worden ze bepleit in de termen van de hieronder genoemde theorieën.

### Theorieën van aansprakelijkheid
In de VS zijn de claims die het meest in verband worden genomen met productaansprakelijkheid; de risicoaansprakelijkheid, nalatigheid, schending van de garantie en diverse claims op het gebied van consumentenbescherming.

#### Schending van garantie
Garanties zijn verklaringen van een fabrikant of verkoper die betrekking hebben tot een product tijdens een commerciële transactie. Garantieclaims vereisen gewoonlijk geheimhouding tussen de benadeelde partij en de fabrikant of verkoper, dit betekent dat ze rechtstreeks met elkaar in verband staan. Inbreuk op garantie gebaseerde claims richten zich meestal op een van de volgende drie soorten: schending van een uitdrukkelijke garantie, schending van een impliciete garantie van verkoopbaarheid of schending van een impliciete garantie van geschiktheid voor een bepaald doel.
Uitdrukkelijke garantieclaims richting zich op uitdrukkelijke verklaringen van de fabrikant of de verkoper met betrekking tot het product. (bv. "Deze microgolf kan gebruikt worden om kip in op te warmen")

#### Nalatigheid
Een fundamentele nalatigheidsclaim bestaat uit het bewijs:
1. Een verschuldigd plicht,
2. Een schending van die plicht,
3. De schending is in feite de oorzaak van de schade van de eiser (werkelijke oorzaak),
4. De schending heeft de schade van de eiser veroorzaakt,
5. En de eiser heeft daadwerkelijk kwantificeerbare schade geleden.

#### Risicoaansprakelijkheid
In plaats van zich te richten op het gedrag van de fabrikant (zoals bij nalatigheid), richten claims in verband met risicoaansprakelijkheid zich op het product zelf. In het kader van risicoaansprakelijkheid is de fabrikant aansprakelijk als het product gebrekkig is, zelfs als de fabrikant niet nalatig is geweest bij het maken van het product.

#### Consumentenbescherming
Naast de rechtsmiddelen die in het gewone recht zijn opgenomen, hebben veel staten een consumentenbescherming statuut opgesteld dat voorziet in specifieke rechtsmiddelen voor diverse productdefecten. Op grond van de "regel van economische schade" is de risicoaansprakelijkheid over het algemeen niet van toepassing op producten die alleen zelf schade veroorzaken. Wettelijke rechtsmiddelen kunnen van toepassing zijn op gebreken die het product alleen onbruikbaar maken (en dus ook een economisch letsel veroorzaken), maar geen lichamelijk letsel of schade aan andere eigendommen veroorzaken.